# The Texas Sphinx
The Texas Sphinx é um filme de faroeste norte-americano, com Harry Carey e distribuído pela Universal Pictures.

## Elenco
- Harry Carey
- Hoot Gibson
- Ed Jones
- Alice Lake
- William Steele creditado como William Gettinger
- Vester Pegg